# St. Laurentius (Westkirchen)

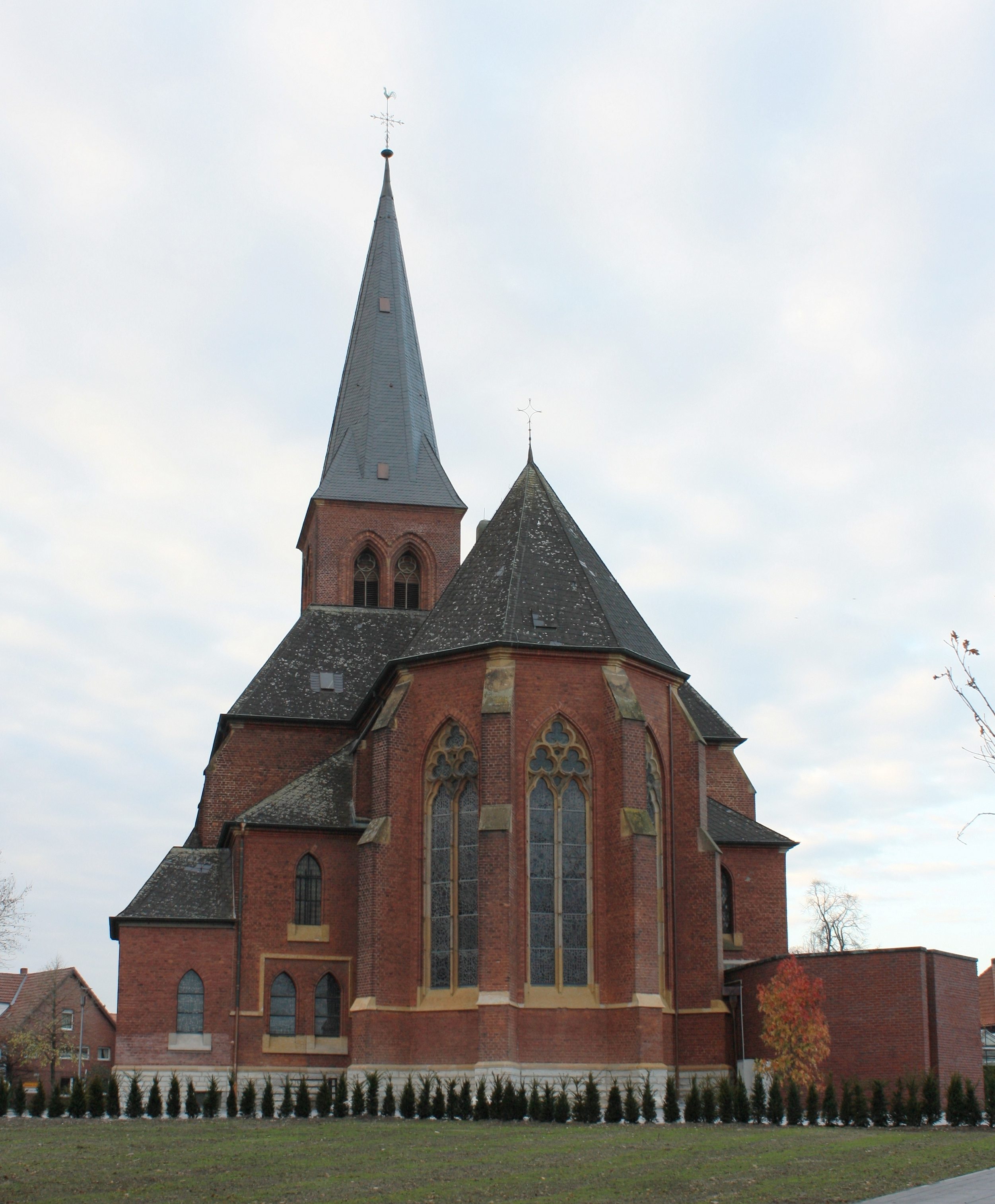
St. Laurentius in Ennigerloh-Westkirchen

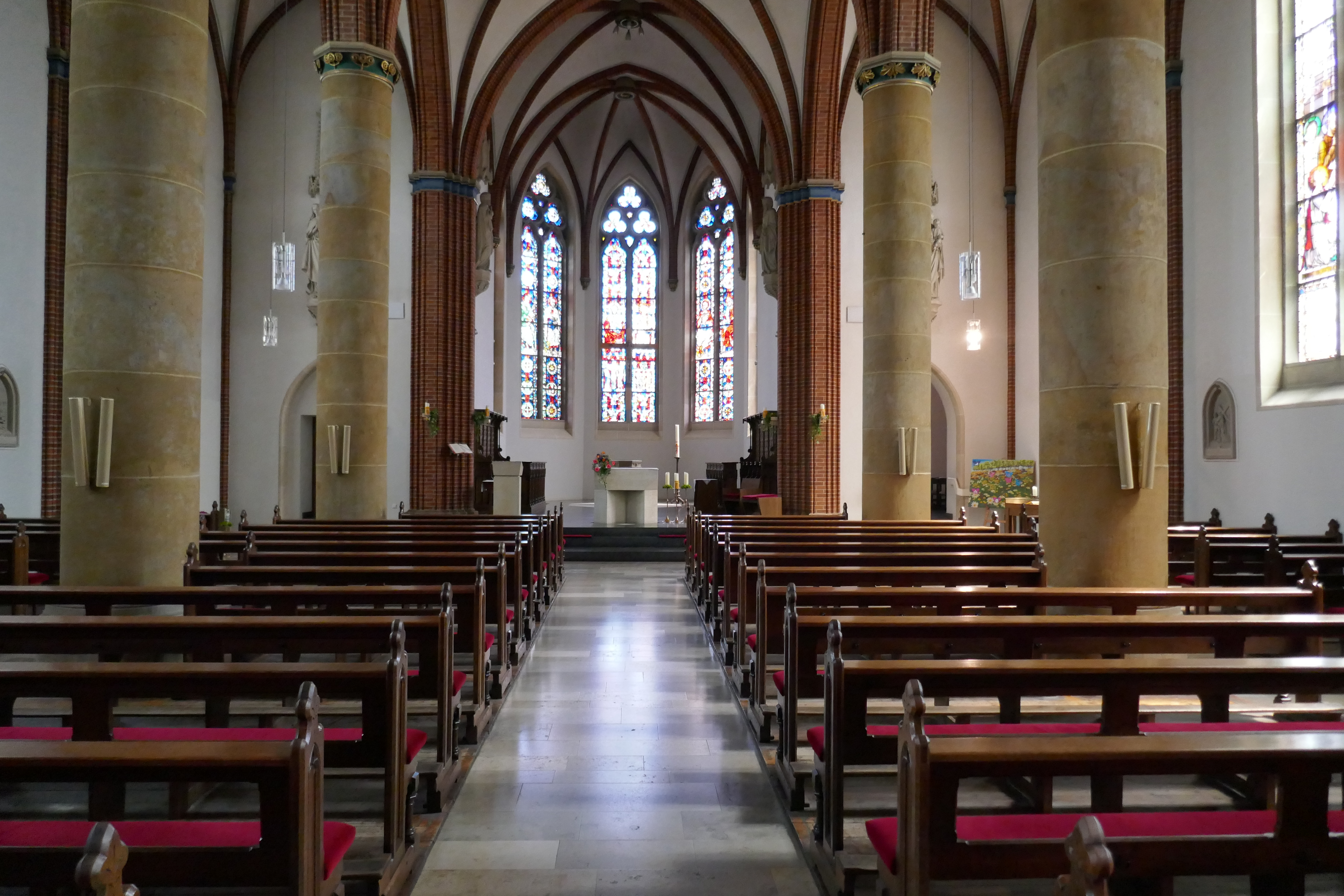
Innenansicht

St. Laurentius ist eine katholische Pfarrkirche in Ennigerloh-Westkirchen im Kreis Warendorf, Nordrhein-Westfalen. Die neugotische Kirche wurde von 1868 bis 1871 nach Plänen des Münsteraner Architekten  August Hanemann errichtet.
Strukturell gehören Kirche und Gemeinde zum Dekanat Beckum im Bistum Münster. Zusammen mit St. Jakobus, St. Mauritius und St. Margaretha bildet die Gemeinde eine Seelsorgeeinheit.

## Geschichte
Im Jahr 1193 wurde das Kloster Freckenhorst von Bischof Hermann II. von Katzenelnbogen beauftragt, eine Kirche zwischen Freckenhorst und Ostenfelde zu errichten, um die Kirchwege der Gläubigen zu verkürzen. Zu Beginn des 12. Jahrhunderts wurde eine erste Kirche gebaut, die bereits dem Heiligen Laurentius geweiht war. Die 1276 gegründete Pfarrei wurde zunächst als „Westeren-Ostenfelde“ (= „West-Ostenfelde“) bezeichnet. Erst 1337 wird der Name Westkirchen als „Westkerken“ erstmals urkundlich belegt.
Eine zweite Pfarrkirche wurde 1529 von Weihbischof Bernhardus Sasse eingeweiht. Als diese baufällig war, wurde sie 1799 abgerissen.
Daraufhin errichtete man in den Jahren 1809 und 1810 die dritte Kirche. Sie brannte bei dem großen Dorfbrand im Juli 1868 nieder.
Die vierte, heutige Pfarrkirche, ein dreischiffiger Hallenbau, weihte Bischof Johannes Bernhard Brinkmann am 28. September 1871. In den Jahren 1969 und 1970 wurde die Kirche gemäß den Reformen des Zweiten Vatikanischen Konzils renoviert. Der Hochaltar wurde entfernt und es wurde ein runder Altartisch aus Marmor aufgestellt. Dieser Altar wurde 2003 abermals durch einen rechteckigen Sandsteinaltar ersetzt.

## Ausstattung
Das älteste Stück der Kirche ist der Sendenhorster Taufstein aus der Renaissance. Er wurde 1588 aus Baumberger Sandstein gefertigt und ist ein Geschenk der Gemeinde aus Sendenhorst zum Neubau der Kirche nach dem Dorfbrand. Heute ist er in ein Oktogon aus Sandstein eingearbeitet.
Das Chorgestühl wurde 1878 geschaffen. Nachdem es für einige Zeit aus der Kirche entfernt war, hat man es mittlerweile wieder aufgestellt.
An der Südseite der Kirche befindet sich die alte Sakristei. Nach dem Neubau an der Nordseite wurde sie zur Werktags- und Friedenskapelle umgebaut. Heute dient sie als Sakramentskapelle. Der Eingang an der Nordseite wurde geschlossen und dort richtete man eine Marienkapelle ein. Hier sind eine Pietà und eine Darstellung von Josefs Tod, jeweils vom Anfang des 19. Jahrhunderts, aufgestellt. Eine Schenkung des aus Westkirchen stammenden päpstlichen Offiziers Clemens August Eickholt (1844–1919), eine Ikone der Immerwährenden Hilfe, wurde ebenfalls dort aufgestellt.
An der Westwand des Gotteshauses erhebt sich auf einer Bühne eine Fleiter-Orgel. Sie wurde im Jahr 1971 erneuert und umgebaut.

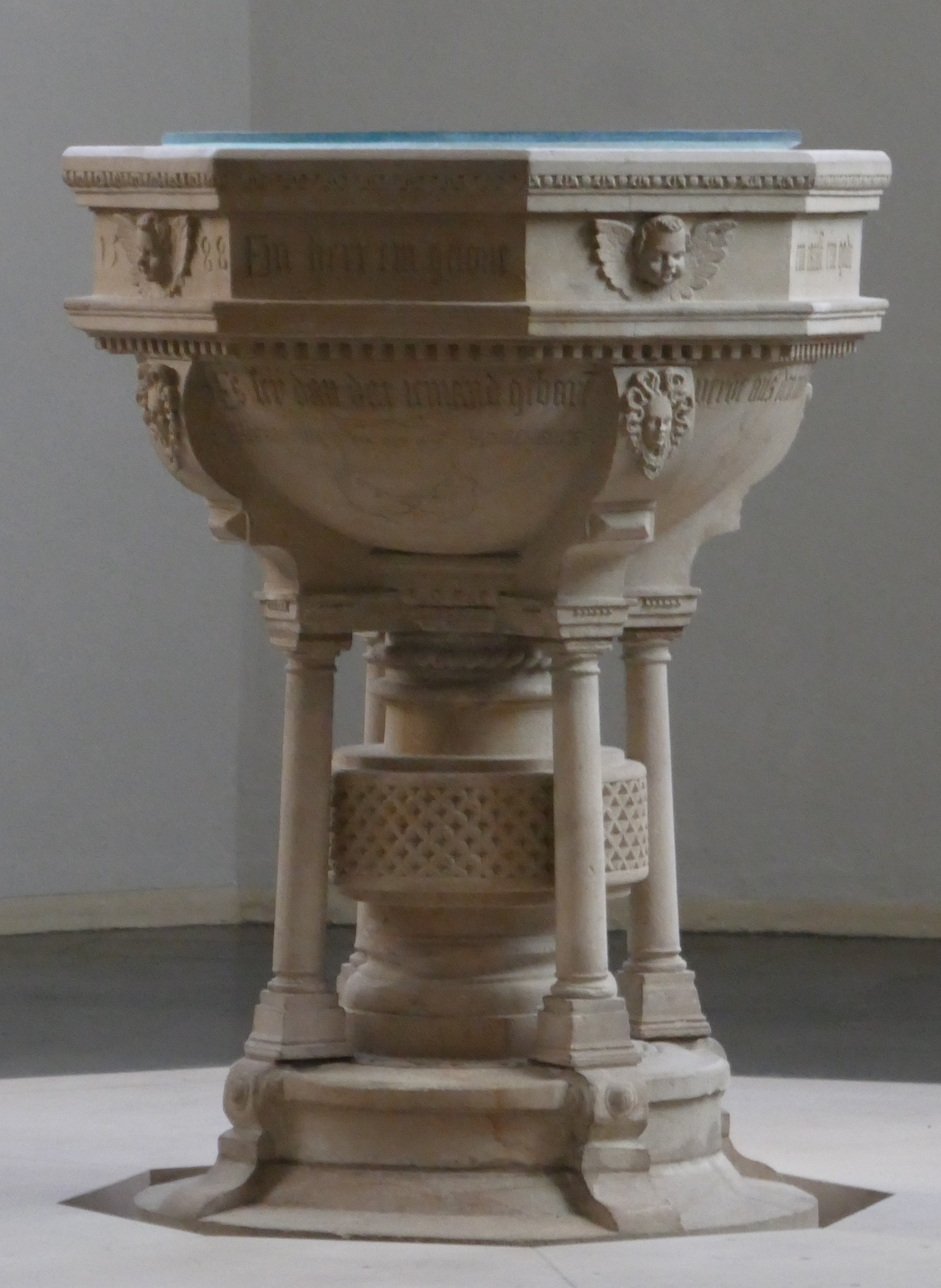
Taufstein
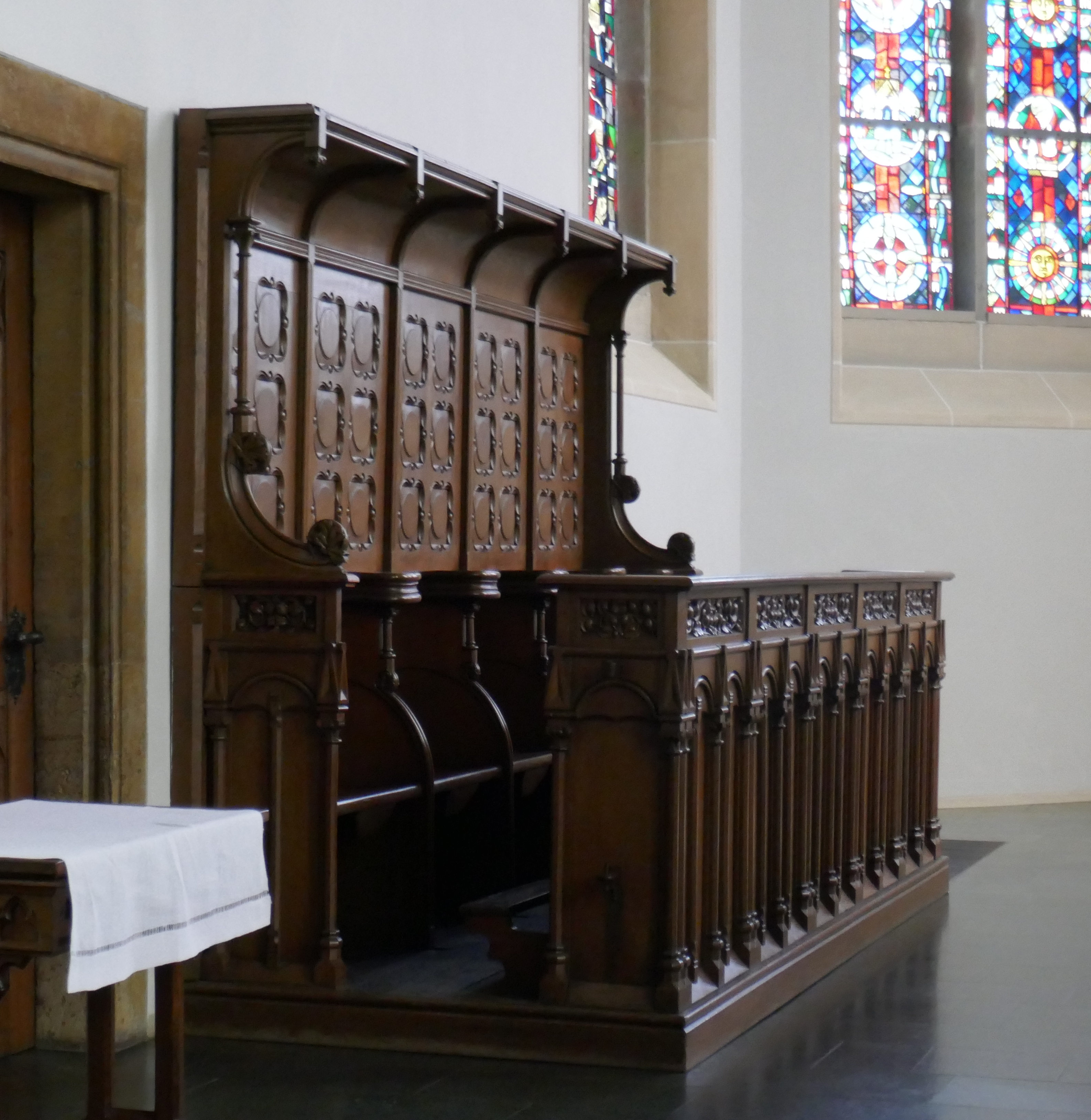
Chorgestühl
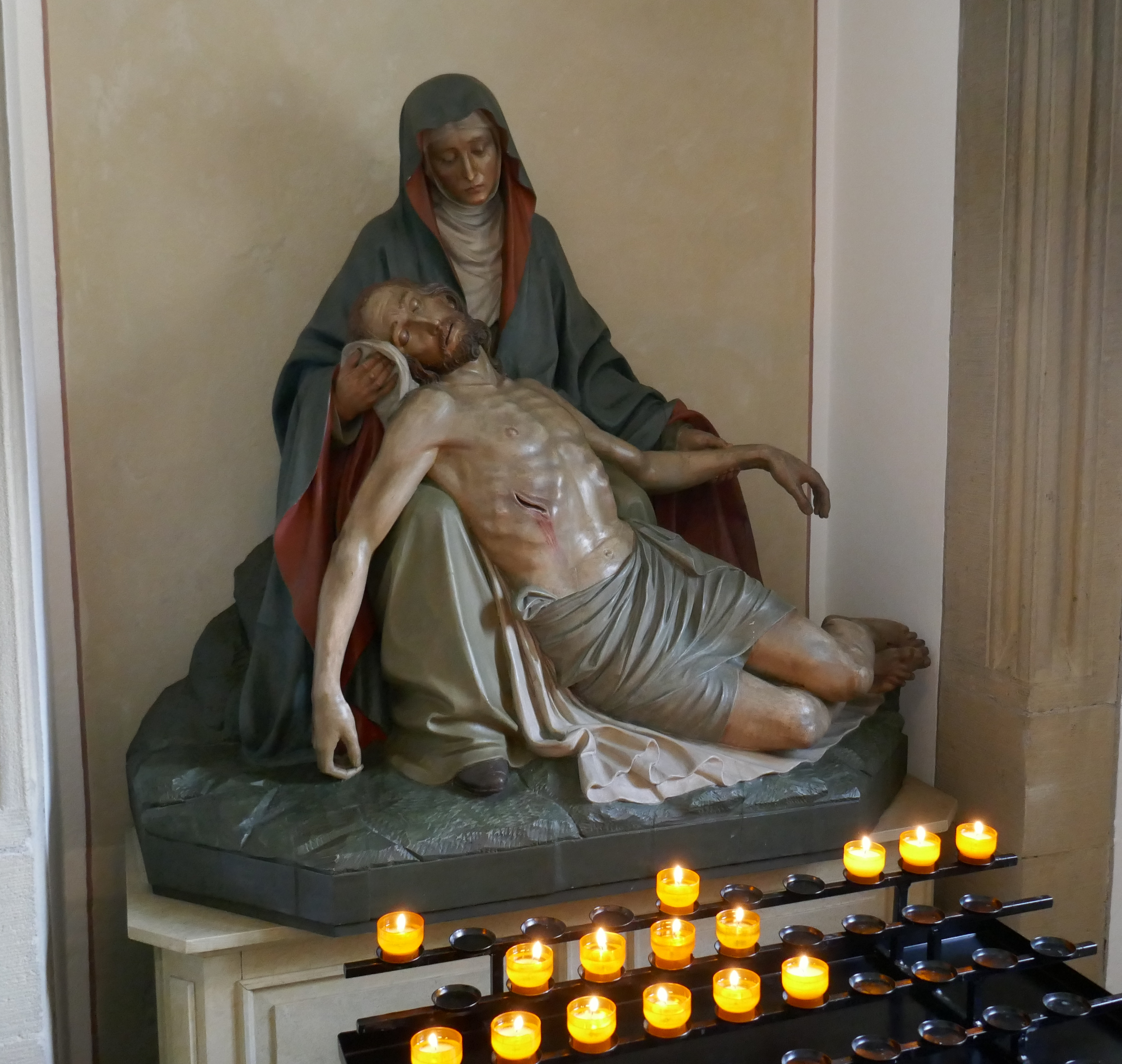
Pietà
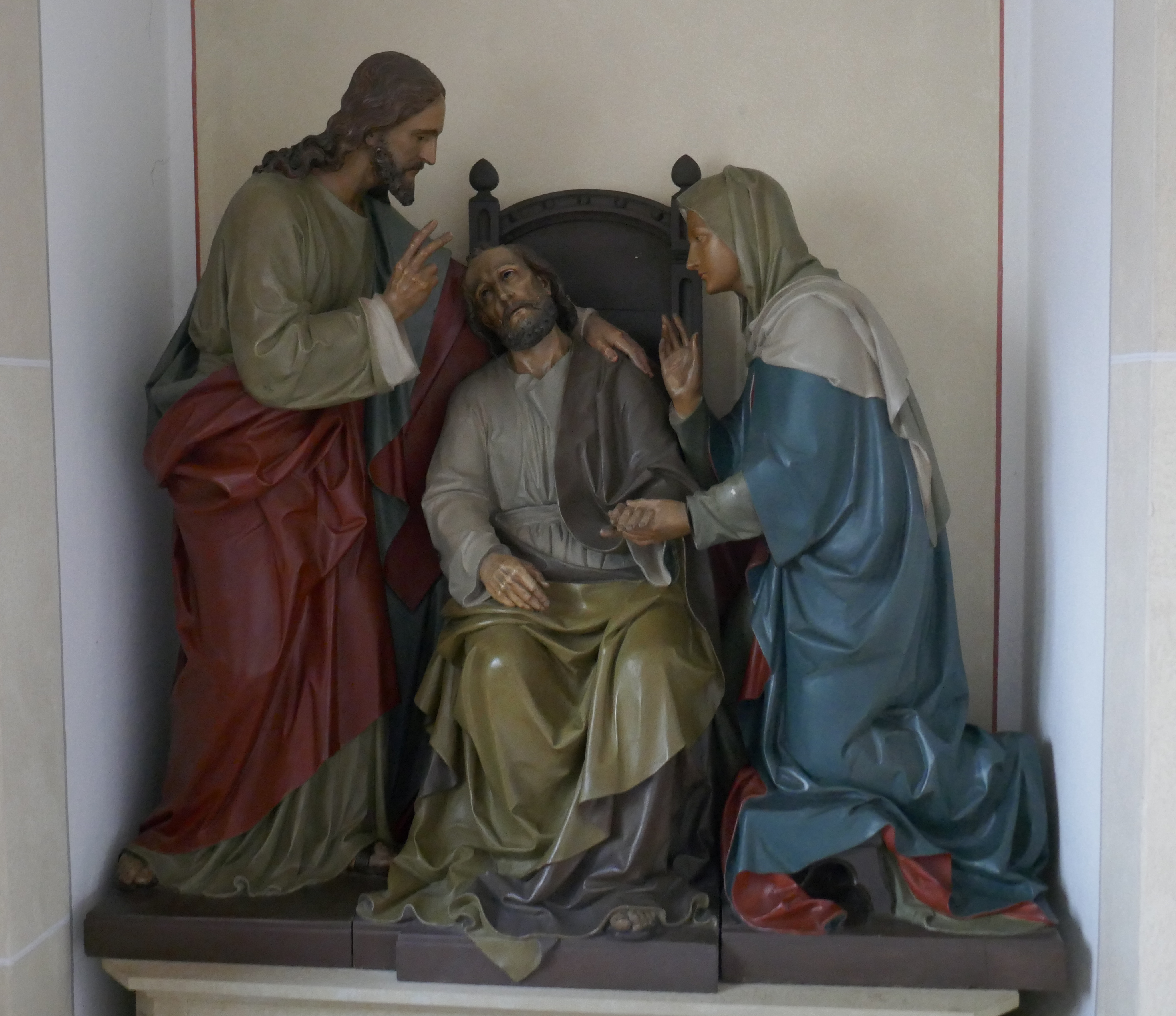
Josefs Tod
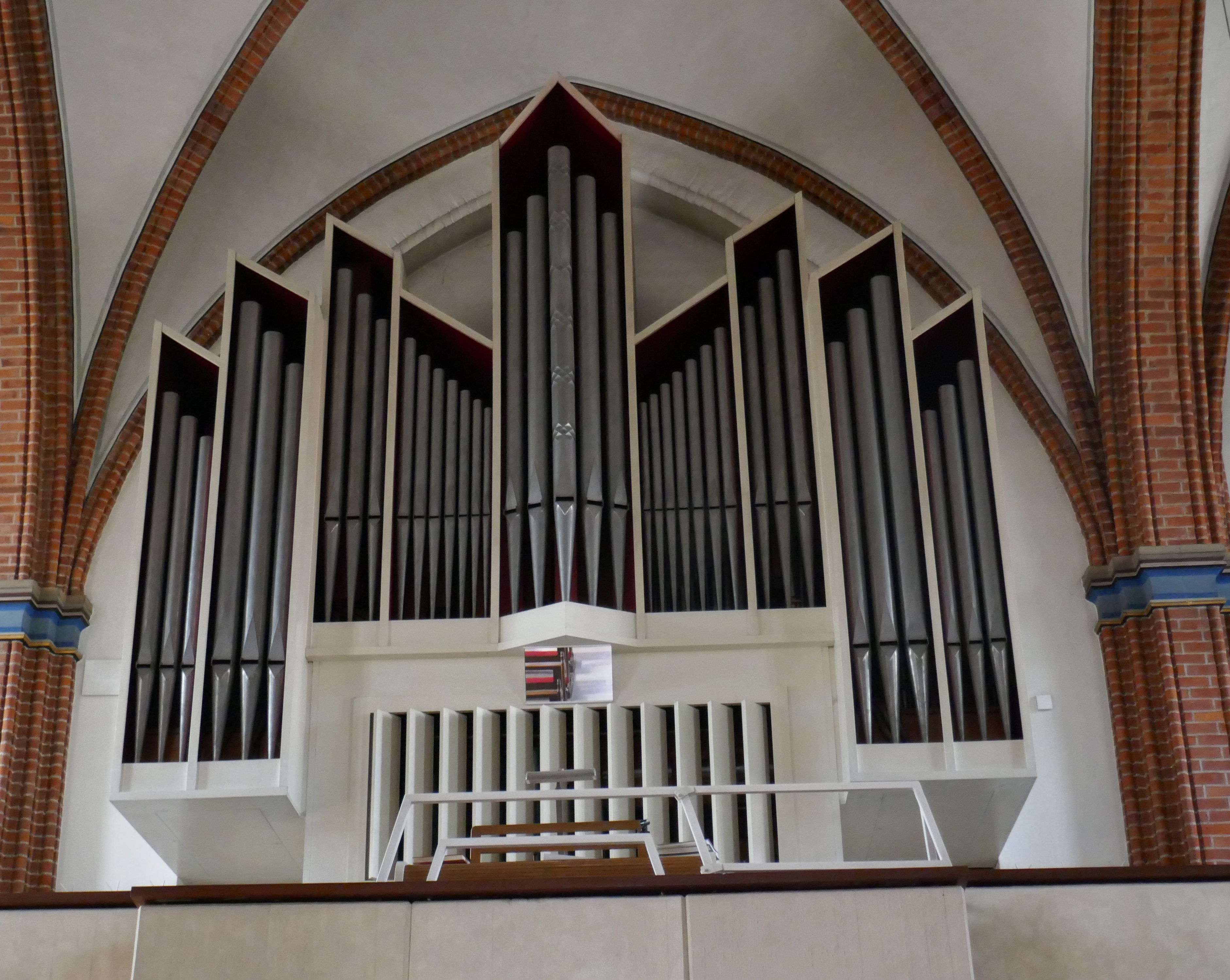
Orgel